# Vetenskapsåret 1747

## Händelser
- Bernhard Siegfried Albinus producerar, med hjälp av konstnären Jan Wandelaar, en av de mest exakta beskrivningarna av ben och muskler i människokroppen.
- Albrecht von Haller publicerar Experiments in the Anatomy of Respiration.
- Jean le Rond d'Alembert använder partiella differentialekvationer i matematisk fysik.

### Medicin
- Okänt datum - James Lind genomför ett av de första kontrollerade experimenten inom klinisk medicin, om citrusfruktens verkan som botemedel mot skörbjugg.[1]

## Pristagare
- Copleymedaljen: Gowin Knight, brittisk uppfinnare.

## Födda
- 19 januari - Johann Elert Bode (död 1826), tysk astronom.
- 21 augusti - Franz von Paula Schrank (död 1835), tysk botaniker.
- 23 november - Baron Sigmund Zois von Edelstein (död 1819), slovensk geolog.
- Pierre Joseph Bonnaterre (död 1804), fransk naturforskare.

## Avlidna
- 2 april - Johann Jacob Dillenius (född 1687), tysk botaniker.
- 8 augusti - Mårten Triewald (född 1691), svensk teknisk forskare.
- Johann Heinrich von Heucher (född 1677), tysk botaniker.

### Fotnoter
1. ↑  Carlisle, Rodney (2004). Scientific American Inventions and Discoveries. New Jersey: Wiley. sid. 393. ISBN 0471244104